# 捜索救助用レーダートランスポンダ

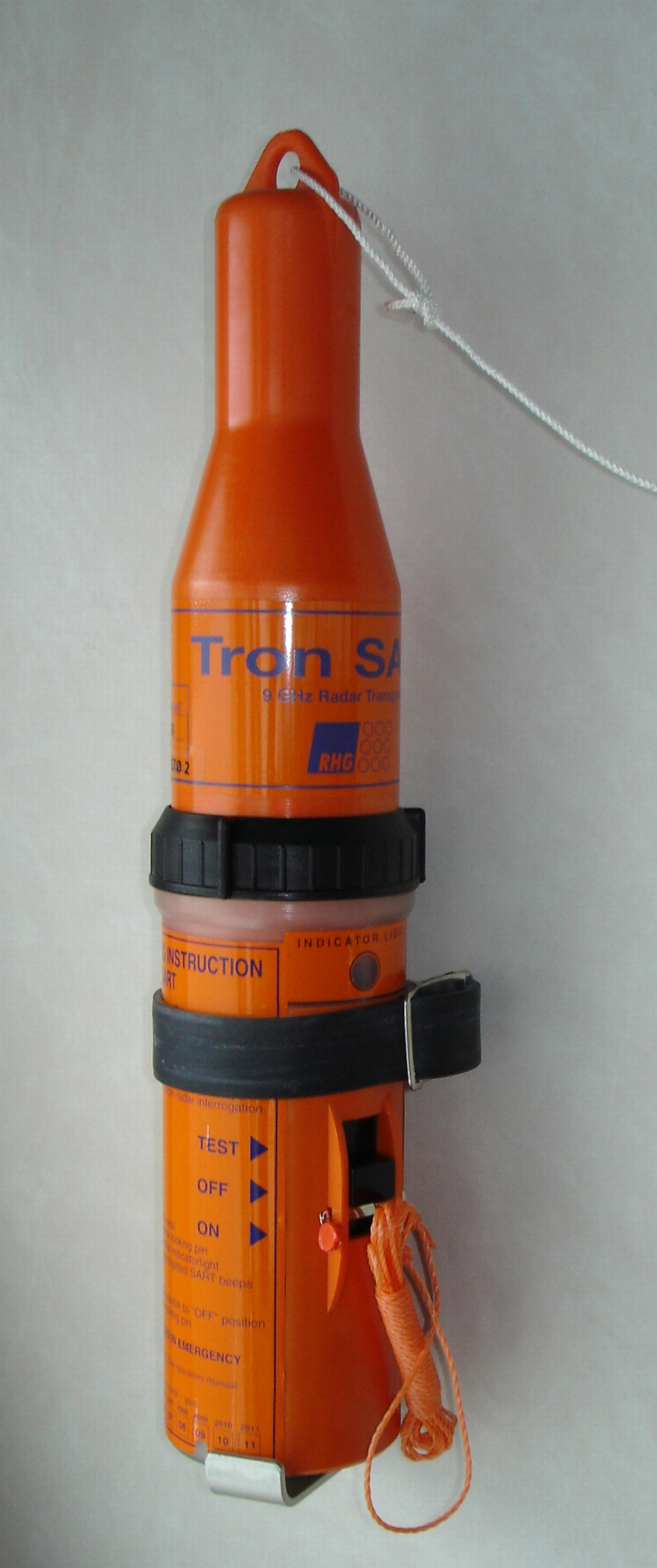
ノルウェーのフェリーに装備されたSART

捜索側画面表示。通常レーダーの反射波は定点表示となるが内側から外側に向け破線表示が行われるため一目で目標が判別できる。矢印の場所が発信場所である

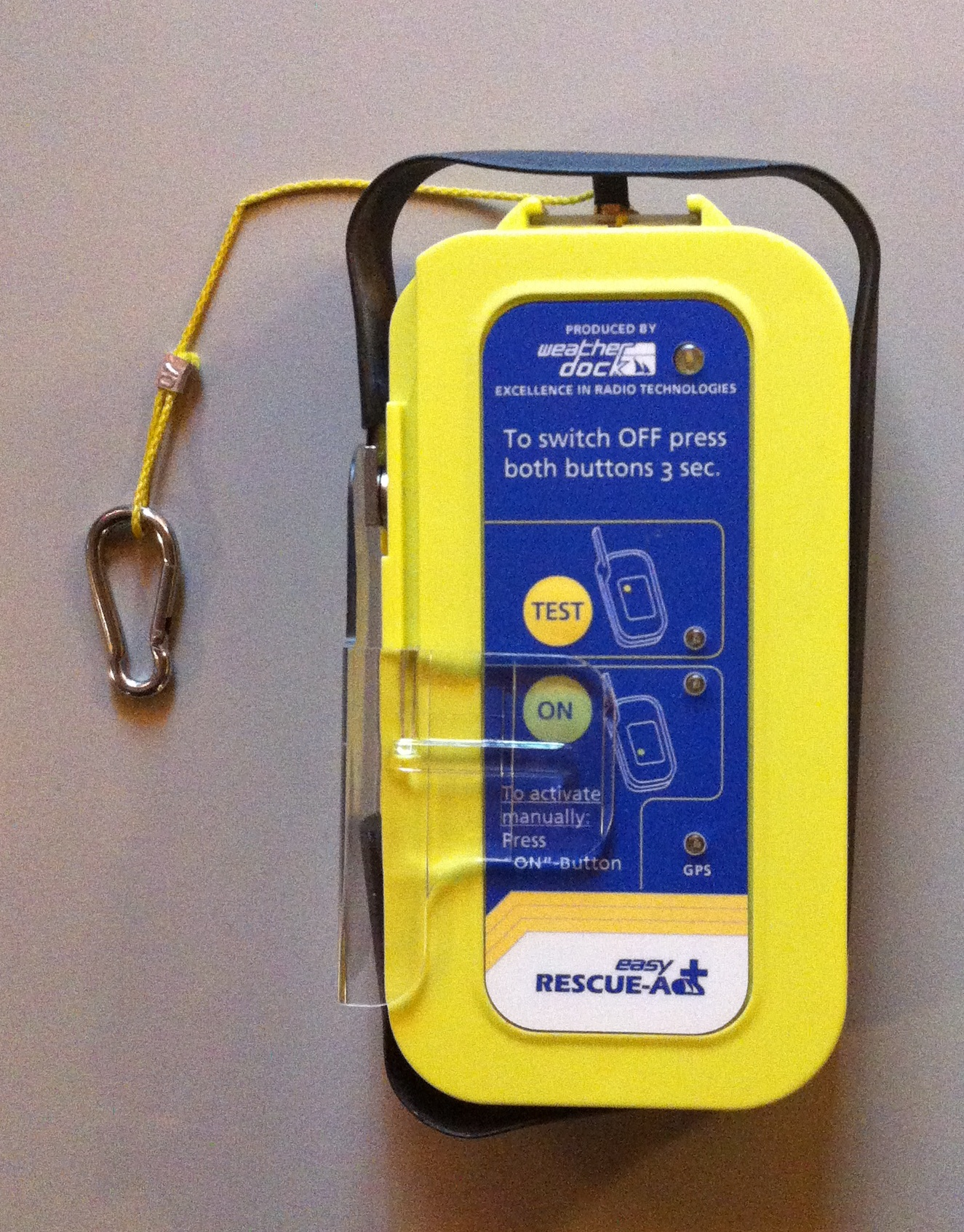
EasyRescue社によって開発された潜水士向けAIS-SART

捜索救助用レーダートランスポンダ（そうさくきゅうじょようレーダートランスポンダ 英語:Search and rescue transponder, SART）は、船舶の遭難や海難事故の際に使用される非常用通信機器。防水加工が施された完全自立式のトランスポンダとなり、捜索救難を行う機関から発せられたレーダー波（質問波）を受信した際、SARTから送信（応答波）を行うことでレーダー画面上に位置表示が行われる。

## 仕組み
捜索に使用される9GHz帯のXバンドレーダー波を受信直後、9.2GHzから9.5GHz帯の周波数掃引を行う周期約80マイクロ秒の鋸歯状の電波をSARTから送信することでレーダー画面上にSARTの位置が内側から外側に向け12点の破線で表示され、破線の長さは15km（8海里）となり、この表示により距離と方位の特定が容易となる。また、映像だけでなく特定のパルス音としても識別することができ、船の位置により反響音が変わるため隻数の判別も可能となる。
日本で発明され、日本では電波法第13条第2項により義務船舶局での搭載が義務化されており、無線機器型式検定に合格した製品であることが求められる。主に救命ボートなどで使用されることを前提としており浮遊式。電源には一次電池を用いており、作動開始から待機時間として96時間、質問波に対する応答波の送信時間が8時間可能であることなどの能力が定められており、総トン数20トン未満の小型船舶用は送信能力に変わりが無く、待機時間が48時間へと短縮された物が指定されている。

## 非常用位置指示無線標識装置との関係
非常用位置指示無線標識装置（イーパブ）は「海上における遭難及び安全に関する世界的な制度（GMDSS）」の中で規定されており、該当する国際航海を行う船舶への搭載が義務化された衛星通信用の機器となる。また、イーパブ自体にホーミング機能が無く本船に搭載されるため、各救命ボート毎などSARTと併用することがGMDSSに包括される「海上における人命の安全のための国際条約（SOLAS条約）」の中で規定されている。

## AIS-SART
AIS-SARTは自動船舶識別装置（Automatic Identification System, AIS）を使用したSARTシステムとなり、AISで使用されるVHF帯を使用し位置情報を含んだ無指向性の電波を1分間に一回の頻度で161.975 MHzで4回、162.025 MHzで4回の計8回自動送信する非常用通信機器となるため、SARTで使用されるレーダー波には一切反応しない。送信距離もアンテナから見渡せる範囲となるおよそ20海里から30海里(37 - 56km)となり、受信にはAIS受信機が設置された沿岸地域かAISが搭載された船舶が付近に居ることが条件となるが、近年AIS信号を受信できる人工衛星が完備されたことで洋上での受信も可能となった。AIS-SARTは時刻と位置情報に衛星測位システム（GNSS）を使用し同期を図るため、SARTよりも正確な位置情報が掴める点や発見まで時間が掛からない点が利点となる。